# Cirkelbroen
Il Cirkelbroen è un ponte pedonale che attraversa la foce meridionale del canale Christianshavn nella zona del centro di Copenaghen, in Danimarca. Collega l'Applebys Plads a sud con Christiansbro a nord. 
Il ponte è stato progettato da Olafur Eliasson; il ponte era un dono della Fondazione Nordea ed è stato inaugurato il 22 agosto 2015.

## Descrizione

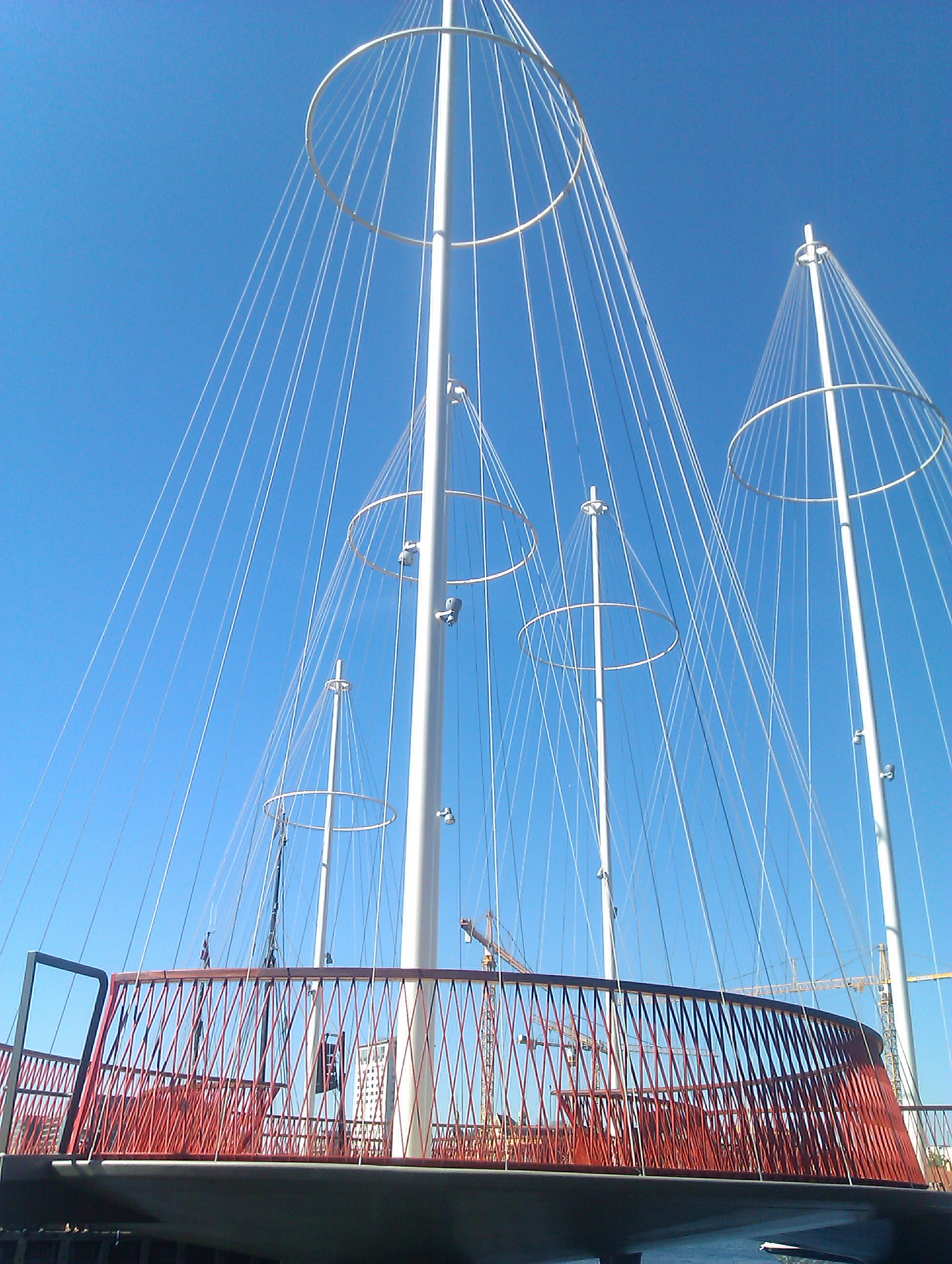
Vista della struttura ad ombrello dei pilastri del ponte

Il ponte è composto da cinque unità rotonde con piloni ad albero di diverse altezze. 
I piloni sono sostenuti da 118 cavi metallici, dando al ponte una somiglianza con uno yacht a vela. La forma evidenzia la pendenza inversa delle rotaie del ponte, che sono fatte di legno di guariuba brasiliano (Clarisia racemosa).